# Lunedì (Benji & Fede)
Lunedì è un singolo del gruppo musicale italiano Benji & Fede, pubblicato il 2 ottobre 2015 come secondo estratto dal primo album in studio 20:05.

## Video musicale
Il videoclip, diretto da Mauro Russo e girato in Salento, è stato pubblicato il 28 settembre 2015 attraverso il canale YouTube della Warner Music Italy.

## Tracce
Testi di Jacopo Angelo Ettorre, Benjamin Mascolo, Federico Rossi, musiche di Jacopo Angelo Ettorre, Luca Valsiglio.
1. Lunedì – 3:20